# 尪姨 (原住民族)
尪姨（西拉雅語：Inibs；大武壠語：ang'ipu, saifu；馬卡道語：inep）為西拉雅、馬卡道及大武壠等原住民族傳統祖靈信仰文化中之祭司，多數為女性，不過也有男性祭司存在。尪姨主要工作是主持祭祀活動，和驅趕邪靈。祭祀主要以豬隻、食物與酒祭神；驅趕邪靈作法的工具是手斧，因為刀劍的砍劈能迫使邪靈躲到水中而溺斃，當地社民會請尪姨來家中作法，驅趕引起疾病，或使天氣不佳的邪靈，另外尪姨也能告知眾人趨吉避凶之法、占卜吉凶與天氣晴雨。最後，作為產婆， 她們防止年輕婦女懷孕，直到這些婦女的年齡超過卅七歲，若未滿卅七歲即懷孕，她們會為該婦女施行墮胎之舉。

## 歷史記述

### 荷西時期
荷蘭東印度公司駐台灣第一任臺灣長官馬丁努斯·宋克，認為有必要為荷蘭殖民者與臺灣島上居民滿足宗教信仰的需求，因此向巴達維亞當局請求派遣牧師來臺。但西拉雅族傳統祖靈信仰為荷蘭人傳教的一大阻礙，為了順利傳教，在部落中主掌許多權力的尪姨，被設置了諸多限制，例如為了防止尪姨作法，尪姨除了自己所居住處外，不得進出他人居所。
一六四一年，荷蘭人採取更激烈的做法，強制流放尪姨至諸羅山，分別為蔴豆社七十位；蕭壠社五十六位；目加溜灣社、新港社、大目降社一百二十四位，總計兩百五十位西拉雅尪姨被放逐到諸羅山。歷經十一年，直至一六五二年，這些尪姨才被獲准返鄉。但當時被放逐的兩百五十位尪姨，因衰老或饑餓喪生了兩百零二人，最終只剩四十八人能回到西拉雅原居地。

### 清治時期
清治時期的文獻中有記載尪姨會被阿立祖召喚，幫忙族人與神靈溝通，她也另外負責主持夜祭和哮海祭，上述兩祭典都是西拉雅文明中重要的文化資產。但在當時因受漢人影響，許多原住民被漢化而遺棄原始信仰，造成信仰群體更加縮小。

### 日治時期
日治時期總督府對於民間信仰管理甚嚴，他們暗地裡壓制許多民間信仰發展，因此造成這些文化發展甚微，幾乎難以保存，故只能轉為地下發展，導致尪姨的數量逐漸變少，再加上總督府的壓制，越來越少族人保有傳統信仰，這也使得後續傳承面臨困難。

### 民國之後
在現今社會中，許多人對於原住民的傳統信仰抱持歧視的態度，不重視其文化；原住民族內部也有傳承問題，尪姨在這種時代洪流中躲不掉被漢化的命運，他們被漢人信仰中的「乩童」文化所影響，造成人們僅僅以為他們只是被亡靈附身，最原始的意義已不復存在，文化傳承亦出現斷層。

## 西拉雅族
西拉雅族尪姨的主要工作是主持祭祀（如夜祭與哮海祭）以及驅趕邪靈。在西拉雅人的觀念裡，不遵守尪姨的指令是會觸怒神明的。西拉雅婦女在丈夫四十二歲以後，夫妻才能正式住在一起，也才能生兒育女，之前，妻子若懷孕得由尪姨做腹部按摩墮胎。尪姨對於荷蘭的傳教士而言，是個必須對抗的阻力，唯有讓西拉雅人認為信奉基督教能獲得更強大神明的庇佑，才能改變他們的信仰。

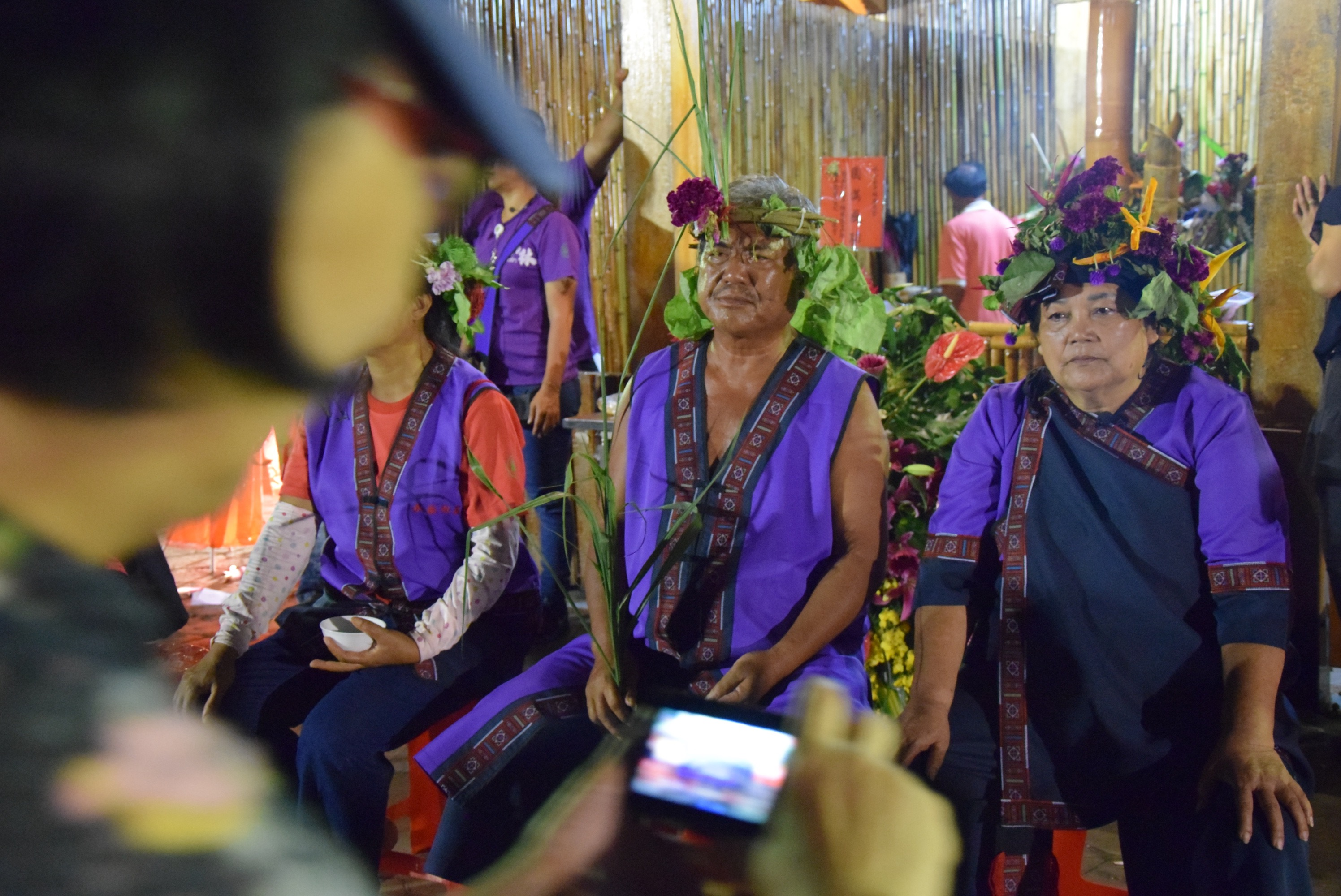
小林村大武壠族夜祭當晚之神職人員工作情形。

## 大武壠族
大武壠族祖靈信仰裡的主要神職人員為「向頭」與「尪姨」，由向頭家族負責管理公廨、按月換水、換祭品、燒香，整理公廨內外，由尪姨領導、執行祭祀。大武壠族的巫師或尪姨不一定為女性，例如匏仔寮部落的巫師，即曾為男性族人。然也有人認為男性巫師應稱為「曲頭」，雖進行類似尪姨的工作，並教導族人唱祭曲，但仍與尪姨不同。

## 另見
- 向頭
- 先生媽 (邵族)
- 番婆鬼
- 知名人士
  - 金娘：馬卡道族，林爽文事件的領導者之一。
  - 李仁記：西拉雅族。